# Nakajima J5N
Die Nakajima J5N (Spitzname 天雷, Tenrai, deutsch „Himmlischer Donner“) war ein zweimotoriger Höhenabfangjäger der Kaiserlich Japanischen Marineluftstreitkräfte im Zweiten Weltkrieg.

## Entwicklung
Im Frühjahr 1943 forderten die Kaiserlich Japanischen Marineluftstreitkräfte einen einsitzigen, zweimotorigen Abfangjäger, der in der Lage sein sollte, bei einer Flughöhe von 6.000 Metern gleichzeitig eine Höchstgeschwindigkeit von 666 km/h zu erreichen. Der Flugzeughersteller Nakajima Hikōki entwickelte hierauf den Prototyp Nakajima J5N1. Die Maschine basierte auf der früheren Nakajima J1N1, einem dreisitzigen Nachtjäger. Die Bewaffnung der Nakajima J5N bestand aus zwei 30-mm- und zwei 20-mm-Kanonen sowie einer 250-kg-Bombe, mit der den US-Streitkräften herbe Verluste zugefügt werden sollten. Der Erstflug einer noch unbewaffneten Nakajima J5N am 13. Juli 1944 verlief indes enttäuschend. Der Prototyp konnte mit nur 597 km/h die geforderte Höchstgeschwindigkeit nicht erreichen.
Insgesamt wurden sechs Maschinen des Typs Nakajima J5N fertiggestellt, von denen allerdings keine einzige mehr zum Kriegseinsatz kam. Von den sechs fertiggestellten Flugzeugen gingen vier bei Abstürzen oder am Boden verloren.

## Technische Daten
| Kenngröße             | Daten der Nakajima J5N1                                                                     |
| --------------------- | ------------------------------------------------------------------------------------------- |
| Besatzung             | 1                                                                                           |
| Länge                 | 11,46 m                                                                                     |
| Spannweite            | 14,00 m                                                                                     |
| Höhe                  | 2,38 m                                                                                      |
| Flügelfläche          | 32,00 m²                                                                                    |
| Leermasse             | 5.195 kg                                                                                    |
| max. Startmasse       | 7.350 kg                                                                                    |
| Bestes Steigen        | 900 m/min                                                                                   |
| Höchstgeschwindigkeit | 619 km/h                                                                                    |
| Triebwerke            | zwei 18-Zylinder-Doppelsternmotoren des Typs Nakajima Homare 21, mit je 1.990 PS (1.485 kW) |
| Bewaffnung            | zwei 30-mm-Kanonen, zwei 20-mm-Kanonen sowie eine 250-kg-Bombe                              |